# سفارت بلاروس در برلین
سفارت بلاروس در برلین (به آلمانی: Belarussische Botschaft in Berlin) یک سفارت در آلمان است که در برلین واقع شده‌است.